# 三菱・4B1型エンジン

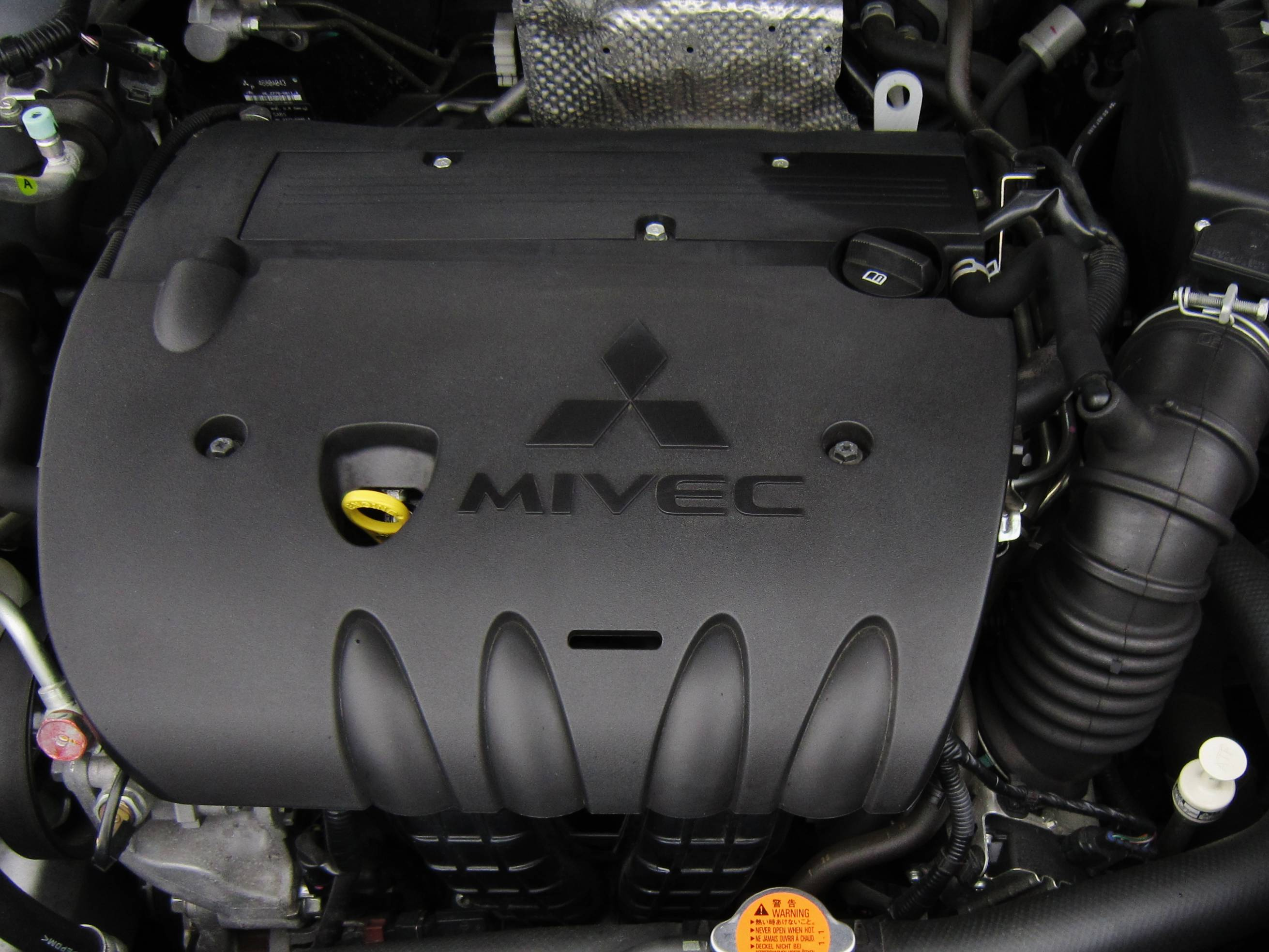
4B11 NA (ギャランフォルティス)

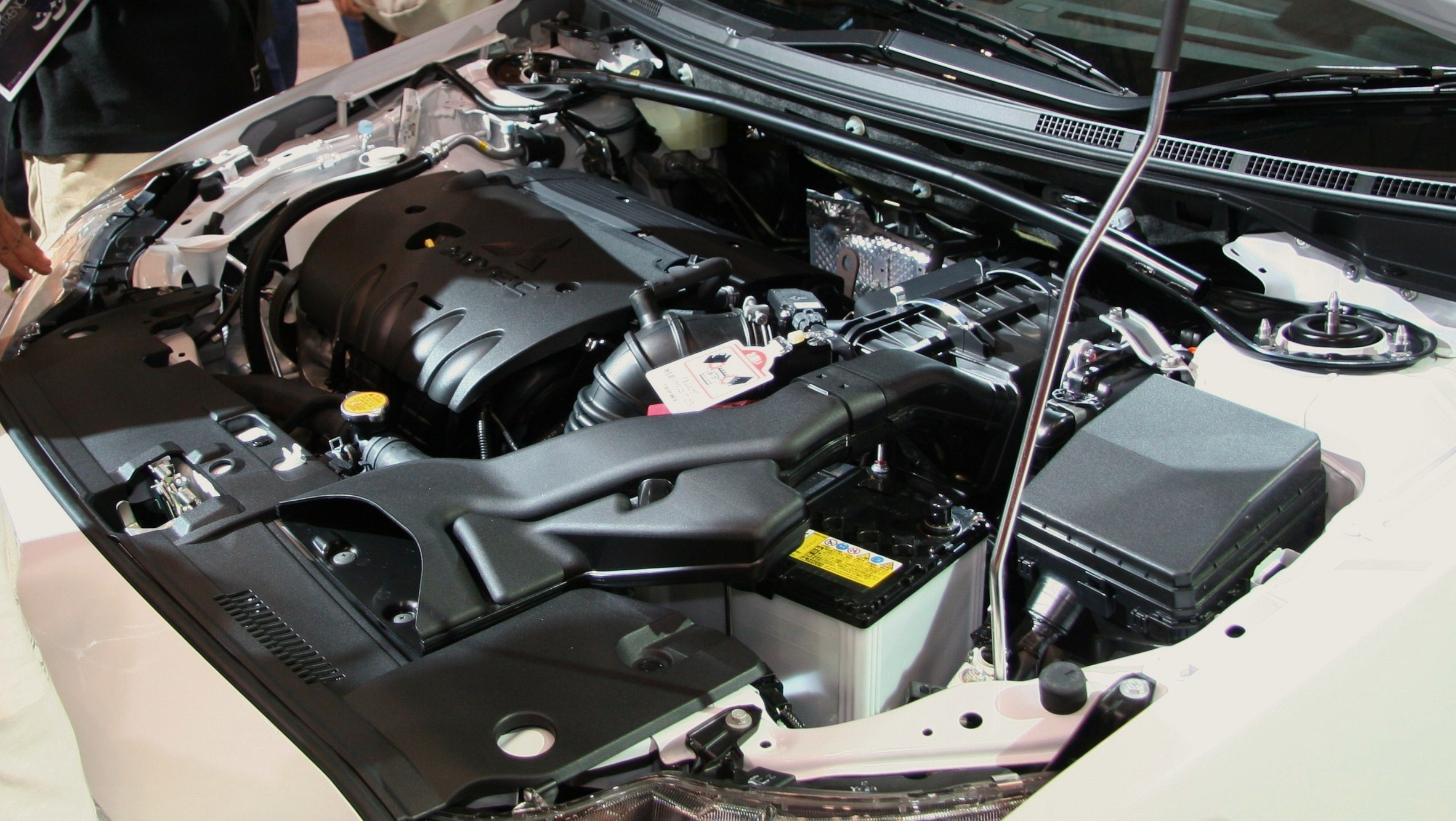
4B11 NA (ギャランフォルティススポーツバック)

三菱・4B1型エンジンとは、三菱自動車工業が開発・製造する自動車向け4ストローク直列4気筒エンジンの系列名である。
4B10、4B11、4B12は、排気量や性能は異なるものの、全て「ワールドエンジン」として開発されたため、特にそれぞれの型を言い分ける必要がない場合、ここでは便宜的に4B1型エンジンもしくは単純に4B1と呼ぶ。

## 概要
本系列の原型となったワールドエンジンは、提携関係にあった日本の三菱自動車工業、韓国の現代自動車、ドイツ・米国のダイムラー・クライスラー(2021年現在DCの企業としての現況はダイムラーAGだが、完全にクライスラー寄りの本話題においてはステランティスのほうが近い)により共同設立されたグローバル・エンジン・アライアンスにより設計された。そのため、同様にワールドエンジンの設計を受け継いだエンジンは、三菱（4B10、4B11、4B12）のみならず、ヒュンダイ・キア（ヒュンダイ・シータエンジンを参照）及びクライスラーにも存在する。
もともとワールドエンジンは、共同開発や部品の共有化による開発費や製造ライン維持費の削減が目的であったが、全てを共有することは考えられていなかった。共用箇所はエンジンの基礎的な部品のみであり、市場の需要に対して各社が自由にエンジンの性能を決定出来るだけの余地が残されていた。なお、ダイムラー・クライスラーのワールドエンジンに搭載される吸気バルブ、排気バルブの製造は三菱が行っている。
製造は、2023年現在、日本では全て滋賀県湖南市にある京都製作所滋賀工場で行われている。
このエンジン系列はマレーシアのプロトンにも供給されており、プロトン・インスピラ (≒ランサー) に4B10と4B11が採用されている。

## 4B10
ボアよりもストローク（行程）が短いショートストロークエンジンである。
日本では2009年12月にマイナーチェンジしたギャランフォルティスで初めて4B10が搭載されたが、海外ではそれより前からランサーに搭載されている。
| シリンダー配置 | 直列4気筒DOHC16バルブMIVEC       |
| 排気量         | 1,798 cc                         |
| ボア           | 86 mm                            |
| ストローク     | 77.4 mm                          |
| 圧縮比         | 10.5:1                           |
| 燃料噴射装置   | ECI-MULTI (電子制御燃料噴射)     |
| 最高出力       | 102 kW (139 PS) / 6,000 rpm      |
| 最高トルク     | 172 N⋅m (17.5 kgf⋅m) / 4,200 rpm |

### 搭載車両
- 2009年 – 2011年　三菱・ギャランフォルティス
- 2010年 – 2012年　三菱・RVR（日本向け）
- 2010年 – 2015年　プロトン・インスピラ

## 4B11
4B11はギャランフォルティス（輸出名：ランサー）などに搭載される自然吸気（NA）モデルと、ランサーエボリューションX、ランサーエボリューション ファイナルエディション、ギャランフォルティス・ラリーアート（輸出名：ランサーラリーアート）、ギャランフォルティススポーツバック・ラリーアートに搭載されるターボモデルがある。
NAモデルの4B11と4B11ターボは、外見こそほぼ同じであるが、ターボモデルはランサーエボリューションに求められる性能を満たす必要があったため、使われている多くの部品は設計や工法が異なり、軽量化・高剛性化されており、自然吸気のものとは別物と言っていい程の差異がある。
ただし、ギャランフォルティスとスポーツバックのラリーアートグレードに搭載される4B11ターボは、ランサーエボリューションＸに搭載されているエンジンと共通であるが、ターボチャージャーをツインスクロールからシングルスクロールに変更し、ラジエーターやエアクリーナー、インタークーラーの形状とサイズの最適化を図ったものである。ランサーエボリューション用の4B11ターボは、それまでのランエボに搭載されていた4G63と比較し、最高出力は206kWで同じながら、トルクが太くなり、レスポンスも向上し、エンジン本体で12.5kgの軽量化と、エンジンの低重心化を可能とした。

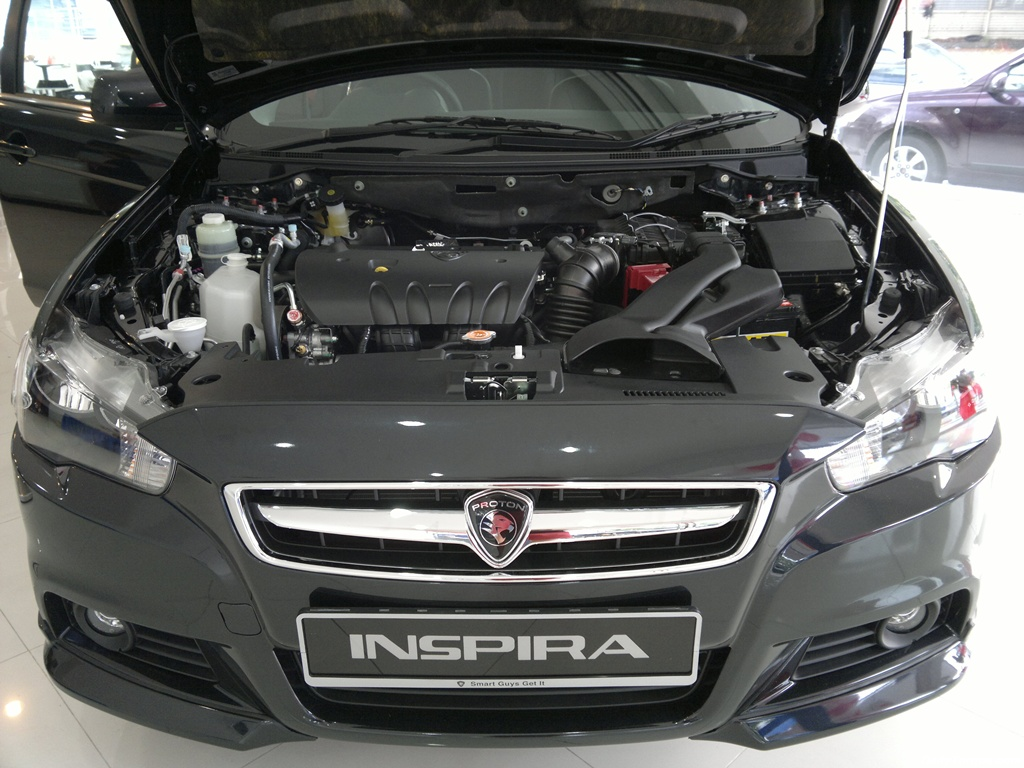
プロトン・インスピラの4B11エンジン

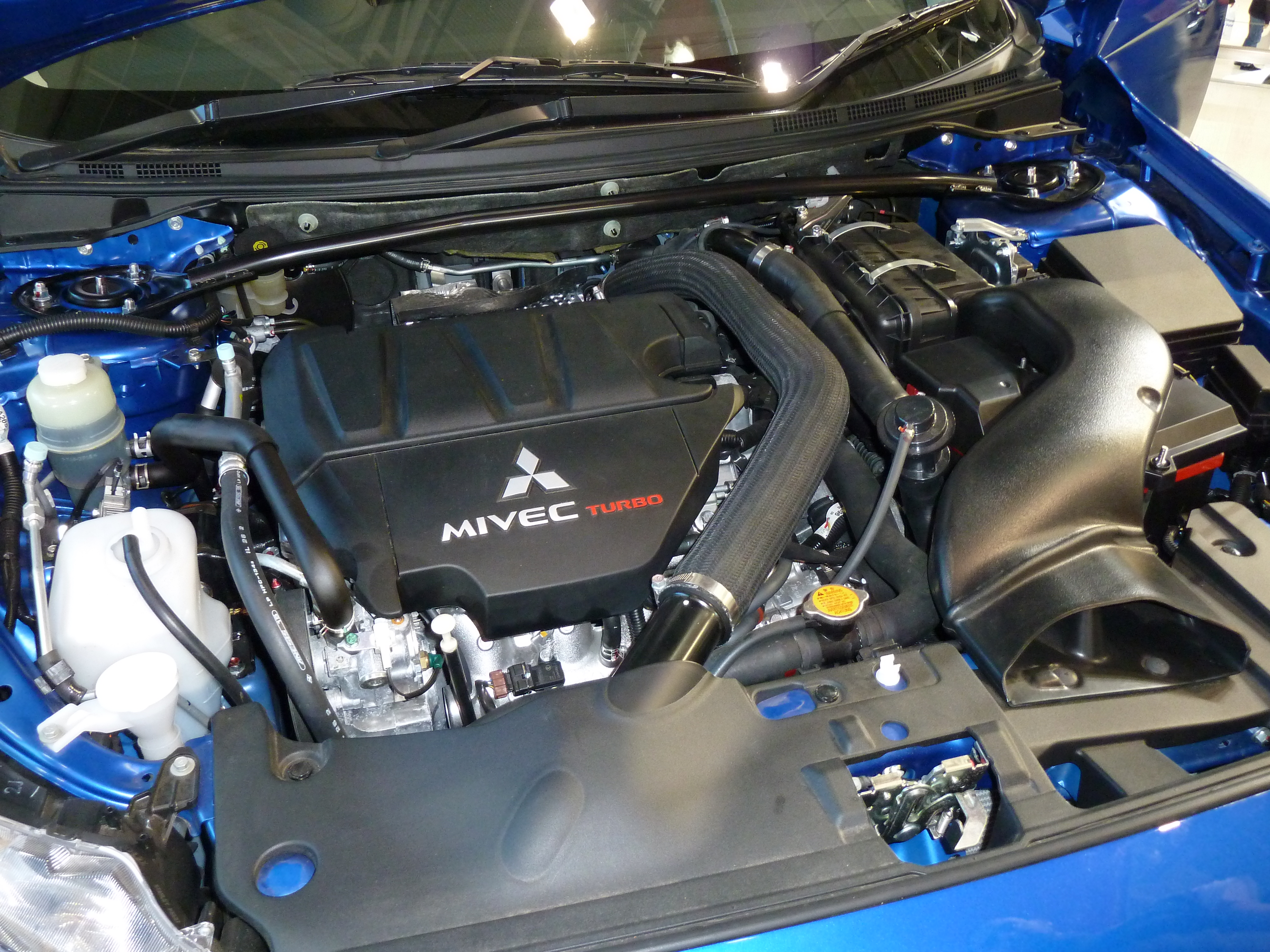
2010年式ランサー・ラリーアートスポーツバックの4B11ターボエンジン

| 過給機の有無   | なし                                                                  | ターボ |
| -------------- | --------------------------------------------------------------------- | --- |
| シリンダー配置 | 直列4気筒DOHC16バルブMIVEC                                            | 直列4気筒DOHC16バルブMIVEC                                                                                              |
| 排気量         | 1,998 cc                                                              | 1,998 cc |
| ボア           | 86 mm                                                                 | 86 mm |
| ストローク     | 86 mm                                                                 | 86 mm |
| 圧縮比         | - 10:1 - 10.5:1                                                       | 9:1 |
| 燃料噴射装置   | ECI-MULTI                                                             | ECI-MULTI |
| 最高出力       | - 113 kW (154 PS) / 6,000 rpm - 87 kW (118 PS) / 4,500 rpm            | - 206 kW (280 PS) / 6,500 rpm - 221 kW (300 PS) / 6,500 rpm - 230 kW (313 PS) / 6,500 rpm - 177 kW (240 PS) / 6,000 rpm |
| 最高トルク     | - 198 N⋅m (20.2 kgf⋅m) / 4,250 rpm - 186 N⋅m (19.0 kgf⋅m) / 4,500 rpm | - 422 N⋅m (43.0 kgf⋅m) / 3,500 rpm - 429 N⋅m (43.7 kgf⋅m) / 3,500 rpm - 343 N⋅m (35.0 kgf⋅m) / 3,000 rpm                |

### 搭載車両
- 2007年 – 2016年　三菱・ランサーエボリューションX
- 2007年 – 2019年　三菱・ギャランフォルティス/三菱・ランサー
- 2009年 – 2023年　三菱・アウトランダー
- 2009年 – 2011年　三菱・デリカD:5
- 2010年 – 2012年　プジョー・4007（ロシア向け）
- 2010年 – 現在　三菱・RVR（カナダ/オーストラリア等）
- 2010年 – 2015年　プロトン・インスピラ
- 2012年 – 2017年　プジョー・4008
- 2012年 – 2017年　シトロエン・C4エアクロス
- 2012年 – 2018年　三菱・アウトランダーPHEV
- 2017年 – 現在　三菱・エクリプスクロス（南アフリカ等）

## 4B12
4B1の中では最初に発売されたエンジンで、アウトランダーの2.4 LモデルやデリカD:5に搭載。ボアは4B10、4B11から2mm拡張され、ストローク（行程）の長いロングストロークエンジンである。実質的なワールドエンジンの成果とされており、4B11と4B10はこのエンジンをもとにボアとストロークを縮小させたものである。
2018年にマイナーチェンジしたアウトランダーPHEVにはアトキンソンサイクル化した4B12が搭載された。発電能力を重視した仕様で出力とトルクの最高発生回転数が同一（4,500rpm）という珍しいスペックとなっている。
| シリンダー配置 | 直列4気筒DOHC16バルブMIVEC                                            |
| 排気量         | 2,359 cc                                                              |
| ボア           | 88 mm                                                                 |
| ストローク     | 97 mm                                                                 |
| 圧縮比         | - 10.5:1 - 12.0:1                                                     |
| 燃料噴射装置   | ECI-MULTI                                                             |
| 最高出力       | - 125 kW (170 PS) / 6,000 rpm - 94 kW (128 PS) / 4,500 rpm            |
| 最高トルク     | - 226 N⋅m (23.0 kgf⋅m) / 4,100 rpm - 199 N⋅m (20.3 kgf⋅m) / 4,500 rpm |

### 搭載車両
- 2005年 – 2021年　三菱・アウトランダー
- 2005年 – 2019年　三菱・デリカD:5
- 2007年 – 2012年　プジョー・4007
- 2007年 – 2012年　シトロエン・Cクロッサー
- 2008年 – 2018年　三菱・ランサー（アメリカ等）
- 2014年 – 現在　三菱・RVR（北米向け）
- 2018年 – 現在　三菱・アウトランダーPHEV
- 2020年 – 現在　三菱・エクリプスクロスPHEV